# Орлиънс (окръг, Вермонт)
Окръг Орлиънс (на английски: Orleans County) е окръг в щата Върмонт, Съединени американски щати. Площта му е 1867 km², а населението – 26 863 души (2016). Административен център е град Нюпорт.